# 尚村透
尚村 透（なおむら とおる）は、日本の漫画家・イラストレーター。

## 作品リスト

### 連載
- 失楽園（『月刊ガンガンJOKER』、スクウェア・エニックス、全6巻）
- TARI TARI（構成、『月刊ガンガンJOKER』、原作：EVERGREEN、キャラクター原案：tanu、作画：鍵空とみやき、全2巻）
- 賭ケグルイ（作画、『月刊ガンガンJOKER』、原作：河本ほむら、既刊19巻）

### 読み切り
- 失楽園（『月刊ガンガンWING』、スクウェア・エニックス）

### イラスト
- テーマ「自由」（『ガンガンONLINE』、スクウェア・エニックス、2008年11月6日）
- 賭ケグルイ悦  （原作 河本ほむら、著 武野光 スクウェア・エニックス 2017年）